# Walaszczyki (osada leśna w województwie śląskim)
Walaszczyki – osada leśna w Polsce położona w województwie śląskim, w powiecie częstochowskim, w gminie Konopiska.